# Oldenlandia maestrensis
Oldenlandia maestrensis är en måreväxtart som beskrevs av Brother Alain. Oldenlandia maestrensis ingår i släktet Oldenlandia och familjen måreväxter. Inga underarter finns listade i Catalogue of Life.